# Tadeusz Mendel
Tadeusz Mendel (ur. 5 stycznia 1933 w Śmiglu, zm. 19 grudnia 2019 w Kościanie) – polski ekonomista, przedsiębiorca, wykładowca akademicki, profesor nauk ekonomicznych, związany z Uniwersytetem Ekonomicznym w Poznaniu, rektor Wyższej Szkoły Marketingu i Zarządzania w Lesznie i Europejskiej Wyższej Szkoły Biznesu w Poznaniu.

## Życiorys
Syn Franciszka i Marii z domu Dolata, brat Ryszarda. Żona Maria z domu Maćkowiak.
W okresie okupacji hitlerowskiej uczęszczał do niemieckiej szkoły dla Polaków w Koszanowie. Po 1945 rozpoczął naukę w szkole przy ulicy Mickiewicza i Szkolnej w Śmiglu. Dzięki tajnym nauczaniom, 8 klas szkoły podstawowej ukończył w 3 lata. W 1948 rozpoczyna, a w 1951 kończy Liceum Ogólnokształcące w Kościanie. Naukę kontynuuje na Wyższej Szkole Ekonomicznej w Poznaniu, gdzie w 1956 napisał i obronił pracę magisterską kierunkiem profesora Witolda Skalskiego.
Pracę zawodową rozpoczął w Kościańskiej Fabryce Mebli (1956–1977) jako główny księgowy. Dyrektor w Państwowym Ośrodku Maszynowym w Śmiglu, później zatrudniony na stanowisku dyrektora w Kościańskim Przedsiębiorstwie Przemysłu Spożywczego. Ponadto, wykładowca kontraktowy w Zespole Szkół Ekonomicznych w Kościanie. Udzielał się społecznie m.in. w Towarzystwie Wiedzy Powszechnej czy też w Klubie Sportowym „Pogoń 1929”. W latach 1958–1966 prezes K.S. „Pogoń 1929”.
W 1970 obronił pracę doktorską pod tytułem „Zatrudnienie a postęp techniczny w przemyśle owocowo-warzywnym”, której promotorem naukowym był profesor Stanisław Smoliński. W latach 1970–1976 docent kontraktowy w Katedrze Ekonomiki Przemysłu. W latach 1971–1976 dyrektor Zakładów Urządzeń Chemicznych „Metalchem” w Kościanie. Eksponowane stanowisko dyrektora naczelnego skutkowało oskarżeniem przez ówczesną władzę o niepożądane kontakty z partnerami zagranicznymi i krajowymi. Osadzony w więzieniu na Rakowieckiej. Oczyszczony z zarzutów i rehabilitowany w grudniu 1977.
Od 1977 asystent w Instytucie Organizacji i Zarządzania Akademii Ekonomicznej w Poznaniu. W pracy naukowej dążył do skonfrontowania teorii z praktyką partycypacji w Polsce i w innych krajach. Wyniki badań przedstawił w pracy habilitacyjnej „Zarządzanie partycypacyjne w teorii i praktyce” wydajnej w 1987 przez Wydawnictwo Akademii Ekonomicznej w Poznaniu. Ze względu na ograniczenia AE w zakresie nadawania stopni i tytułów, kolokwium habilitacyjne odbyło się we Wrocławiu w 1988. Tadeusz Mendel był pierwszą osobą w dziejach poznańskiej Akademii Ekonomicznej, która otrzymała habilitację w zakresie zarządzania. Od 1990 do 2003 pracował w Katedrze Systemów i Technik Zarządzania AE w Poznaniu. 1 listopada 1992 został powołany na stanowisko profesora nadzwyczajnego. Od 1993 r. był związany z Wyższą Szkołą Marketingu i Zarządzania w Lesznie, w której był kierownikiem Katedry Zarządzania. Pełnił funkcję prorektora i rektora tej uczelni (1993–2011).
16 października 2001 r. z rąk prezydenta otrzymał tytuł naukowy profesora w dyscyplinie nauk ekonomicznych. Był pierwszym śmigielaninem, który uzyskał najwyższy stopień naukowy. Od 2012 rektor Poznańskiej Wyższej Szkoły Biznesu. W 2014 PWSB przemianowano na Europejską Wyższą Szkołę Biznesu, w której do 2017 pełnił również funkcję rektora.
Autor ponad 140 publikacji o charakterze naukowym i publicystycznym. Promotor i recenzent prac doktorskich i habilitacyjnych.
W życiu prywatnym, działalności społecznej oraz organizacyjnej związany z miastem Śmigiel, ziemią powiatu kościańskiego oraz miastem Leszno. Od 1946 harcerz, obecnie w Kręgu Starszych Harcerzy Seniorów w Śmiglu. Współzałożyciel Koła Oficerów Rezerwy przy Lidze Obrony Kraju w Kościanie. Wiceprezes Leszczyńskiego Towarzystwa Przyjaciół Nauk (LTPN) od 2006. Przewodniczący cyklicznych sesji doktorów i doktorantów LTPN. Członek Rady Programowej Uniwersytetu Trzeciego Wieku w Lesznie.
W 2002 ogłoszony Zasłużonym i Honorowym Obywatelem Śmigla. W 2018 laureat nagrody „Za nieprzeciętność” przyznawanej przez kapitułę Wiadomości Kościańskich w kategorii „Za wybitny dorobek naukowy”. Odznaczonym Krzyżem Kawalerskim Orderu Odrodzenia Polski, Srebrnym Krzyżem Zasługi, Medalem Komisji Edukacji Narodowej, Zasłużony dla Województwa Poznańskiego.
Pochowany na cmentarzu w Śmiglu.

## Publikacje (wybrane)
- Tadeusz Mendel, Ocena prac doktorskich. W: Podstawy metodologiczne prac doktorskich w naukach ekonomicznych. red. nauk. M. Sławińska, H. Witczak, Polskie Wydawnictwo Ekonomiczne, Warszawa, 2012.
- Tadeusz Mendel, Potencjał kluczowych umiejętności menedżerskich. W: Skrzynka narzędziowa menedżera. red. nauk. H. Witczak, Wydawnictwo Uniwersytetu Ekonomicznego w Poznaniu, Poznań, 2010.
- Tadeusz Mendel, Przyczynek do badania wpływu zmian w otoczeniu na zarządzanie przedsiębiorstwami. W: Zmiany w organizacji – przyczyny i konsekwencje: studia i przyczynki dla uczczenia pamięci profesor Jadwigi Majchrzak / red. nauk. K. Zimniewicz. Zeszyty Naukowe, Akademia Ekonomiczna w Poznaniu, z. 105, s. 74-85.
- Tadeusz Mendel, Syndrom wypalania zawodowego. Merkuriusz Leszczyński, 2006, nr 52/53.
- Tadeusz Mendel, Metodyka pisania prac magisterskich i dyplomowych: poradnik pisania prac promocyjnych oraz innych opracowań naukowych wraz z przygotowaniem ich do obrony lub publikacji. Wydawnictwo Uniwersytetu Ekonomicznego w Poznaniu, Poznań, 2005.
- Tadeusz Mendel, Agnieszka Ignyś, Formy i metody angażowania pracowników w rozwiązywanie problemów firmy. Modele grupowego podejmowania decyzji. W: Przedsiębiorczość i twórcze myślenie w biznesie / pod red. S. Rudolfa. Łódź, 2002.
- Jadwiga Majchrzak, Tadeusz Mendel, Od kierowania do przewodzenia (refleksje nad zmianą ról kierowników). W: Ewolucja pracy kierowniczej w warunkach integracji europejskiej / red. nauk. K. Krzakiewicz. Wydawnictwo Akademii Ekonomicznej w Poznaniu, Poznań, 2000, s. 124–128.
- Tadeusz Mendel, Katarzyna Czaińska, Negocjacje. Teoria i praktyka. Wydawnictwo Wyższej Szkoły Marketingu i Zarządzania w Lesznie, Leszno, 2000.
- Tadeusz Mendel, Elementy zarządzania strategicznego w przedsiębiorstwie. Wydawnictwo Wyższej Szkoły Marketingu i Zarządzania w Lesznie, Leszno, 1996.
- Kazimierz Zimniewicz, Jadwiga Majchrzak, Tadeusz Mendel, Zarządzanie małym przedsiębiorstwem. Poznań, 1993.
- Kazimierz Zimniewicz, Tadeusz Mendel, Bank Spółdzielczy w Śmiglu 1893–1993. Bank Spółdzielczy, Śmigiel, 1993.
- Tadeusz Mendel, Samorządowy i menedżerski model zarządzania przedsiębiorstwami. Zeszyty Naukowe Akademii Ekonomicznej w Poznaniu, z. 209, s. 16–25.
- Tadeusz Mendel, Istota i cele doradztwa organizacyjnego. Postęp Organizacyjno-Techniczny, 1988, nr 1, s. 7–12.